# 德维斯河
德维斯河（法語：Devise，法語發音：[dəviz]）是法国新阿基坦大区滨海夏朗德省的河流，是夏朗德河的右支流，长35.6千米，发源自拉德维斯，于圣洛朗德拉普雷和韦尔热鲁流入夏朗德河。